# Liste der Kulturdenkmäler in Gundersweiler
In der Liste der Kulturdenkmäler in Gundersweiler sind alle Kulturdenkmäler der rheinland-pfälzischen Ortsgemeinde Gundersweiler einschließlich des Ortsteils Messersbacherhof aufgeführt. Grundlage ist die Denkmalliste des Landes Rheinland-Pfalz (Stand: 27. November 2018).

## Einzeldenkmäler
| Bezeichnung                 | Lage                             | Baujahr                              | Beschreibung | Bild                           |
| --------------------------- | -------------------------------- | ------------------------------------ | --- | ------------------------------ |
| Wohnhaus                    | Hintergasse 6 Lage               | 1911                                 | Sandsteinquaderbau, klassizistische und barocke Motive, bezeichnet 1911, Architekt H. Stier | Fotos hochladen                |
| Protestantische Pfarrkirche | Ortsstraße ohne Nummer Lage      | 1727                                 | kleiner spätbarocker Saalbau, bezeichnet 1727 | weitere Bilder Fotos hochladen |
| Protestantisches Pfarrhaus  | Ortsstraße 2 Lage                | 1824                                 | klassizistischer Walmdachbau, bezeichnet 1824, Torpfeiler bezeichnet 1826, Pfarrgarten | Fotos hochladen                |
| Hofanlage                   | Otterberger Straße 20 Lage       | 1731                                 | Hakenhof; barockes Wohnhaus, teilweise Fachwerk, bezeichnet 1731, Viehstall, teilweise Fachwerk, Scheune und Ställe 19. Jahrhundert | Fotos hochladen                |
| Hofanlage                   | Otterberger Straße 25 Lage       | 1905                                 | repräsentatives Eckwohnhaus, Sandsteinquaderbau, bezeichnet 1905, Architekt H. Stier, Stall mit Speichergeschoss | Fotos hochladen                |
| Wohnhaus                    | Messersbacherhof, Nr. 11/13 Lage | drittes Viertel des 18. Jahrhunderts | spätbarockes Doppelwohnhaus, wohl aus dem dritten Viertel des 18. Jahrhunderts | BW                             |
| Hofanlage                   | Messersbacherhof, Nr. 16/18 Lage | erste Hälfte des 18. Jahrhunderts    | streuhofartige Hofanlage; Wohnhaus, teilweise Fachwerk (teilweise verputzt), wohl aus der ersten Hälfte des 18. Jahrhunderts, Wirtschaftsgebäude aus dem 19. Jahrhundert; Bruchsteinscheune, teilweise Fachwerk, bezeichnet 1778, Backhaus, Scheune bezeichnet 1835 | BW                             |